# Aphelodoris

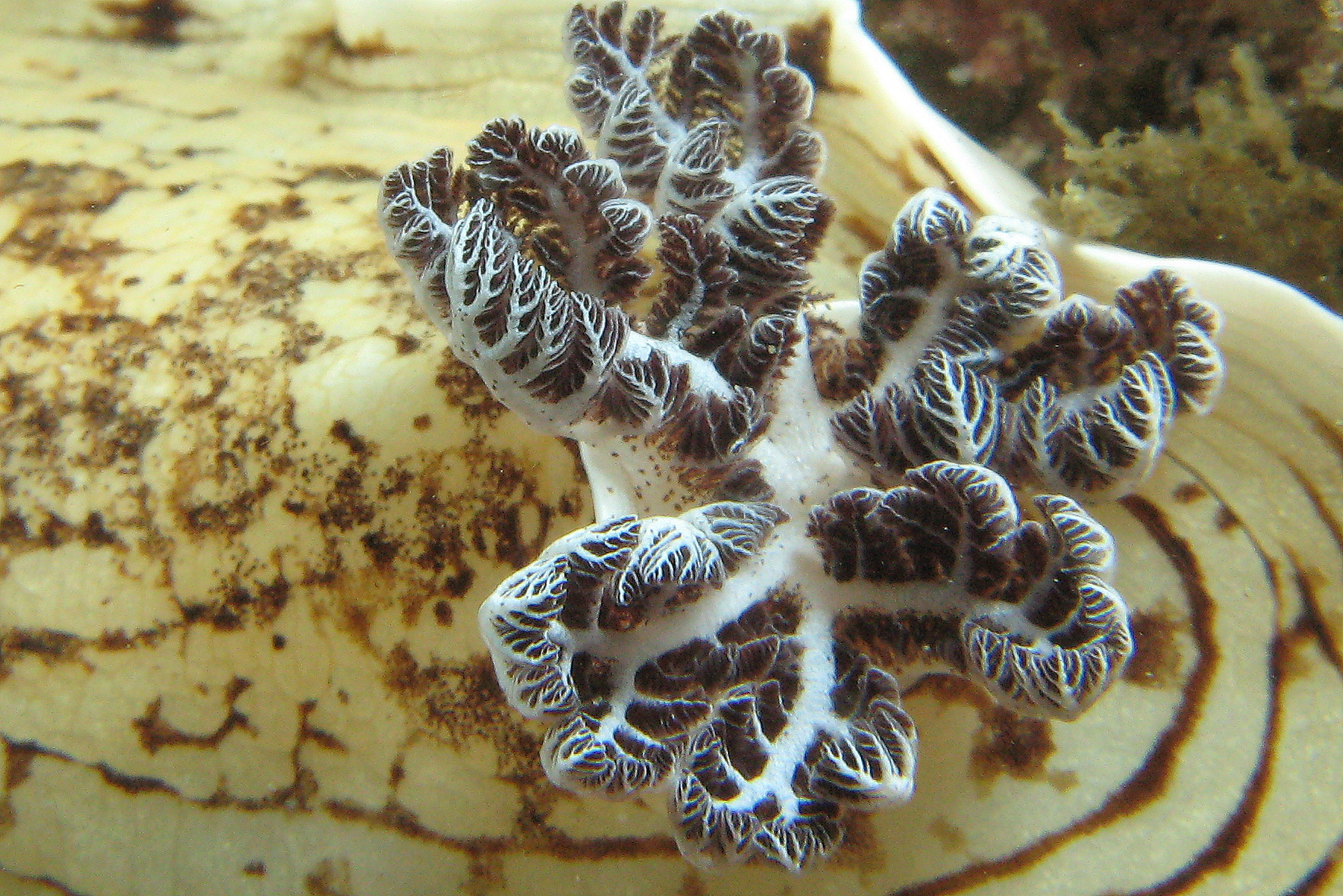
Branquias de Aphelodoris varia

Aphelodoris es un género de moluscos nudibranquios de la familia Dorididae.

## Especies
El Registro Mundial de Especies Marinas incluye las siguientes especies válidas en el género:
- Aphelodoris antillensis Bergh, 1879
- Aphelodoris berghi Odhner, 1924
- Aphelodoris brunnea Bergh, 1907
- Aphelodoris gigas N. G. Wilson, 2003
- Aphelodoris greeni Burn, 1966
- Aphelodoris karpa N. G. Wilson, 2003
- Aphelodoris lawsae Burn, 1966
- Aphelodoris luctuosa (Cheeseman, 1882)
- Aphelodoris rossquicki Burn, 1966
- Aphelodoris varia (Abraham, 1877)

## Morfología
El género se caracteriza por tener el cuerpo esbelto y alargado, con un estrecho borde en el manto liso, o notum. Los rinóforos y las branquias dorsales se retraen en cavidades cónicas sobresalientes al manto. Las branquias tienen cinco ramificaciones. Cuentan con tentáculos orales acanalados lateralmente. El diente radular tiene forma de gancho y no tiene dentículos. La funda del pene no está armada, el conducto masculino tiene una gran próstata, una espermateca, o bursa copulatrix, y un espermatocisto, o receptaculum seminalis, dispuestos serialmente o semiserialmente.

## Reproducción
Son ovíparos y hermafroditas triáulicos, que cuentan con dos aberturas genitales femeninas separadas: oviducto y vagina, y un pene masculino. 
Algunas especies, como A. varia, conforman agregaciones reproductivas de hasta 20 individuos, que, en su mayor parte, penetran a otro individuo, y son penetrados a su vez.
Las masas de huevos, de forma cónica y espiral, contienen pocos huevos, unos 320, de 400 µm de diámetro; lo que parece ser característico del género.

## Alimentación
Son predadores carnívoros, alimentándose principalmente de esponjas.

## Hábitat y distribución
Estas pequeñas babosas marinas se distribuyen por los océanos Atlántico, Índico  y Pacífico.
Habitan aguas templadas y tropicales, en un rango de profundidad entre 6.5 y 68.58 m.

## Galería

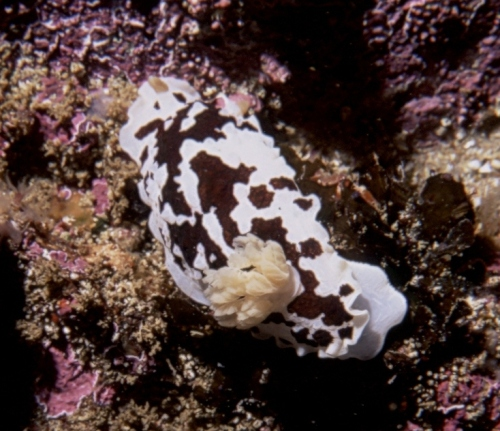
Aphelodoris brunnea
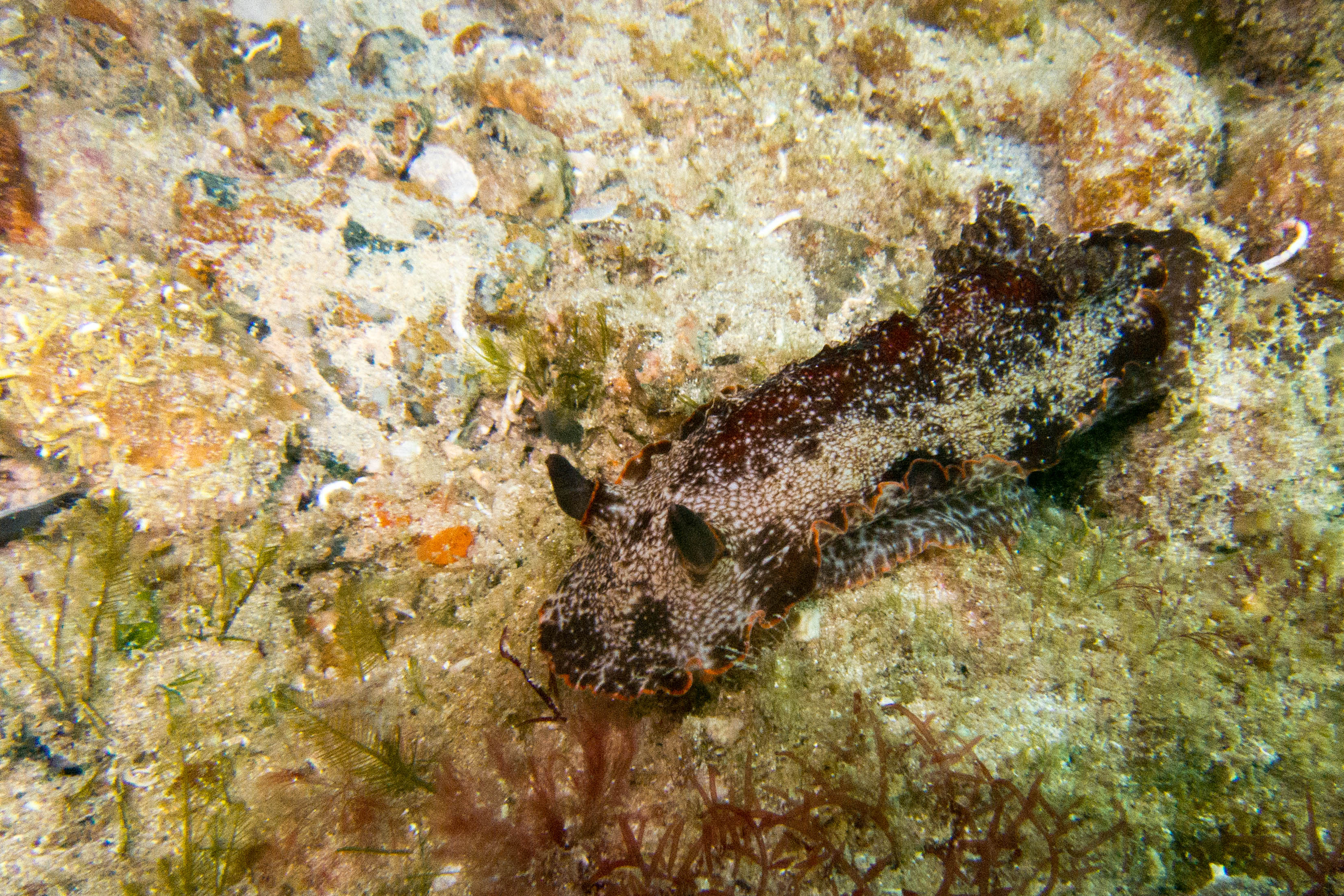
Aphelodoris gigas
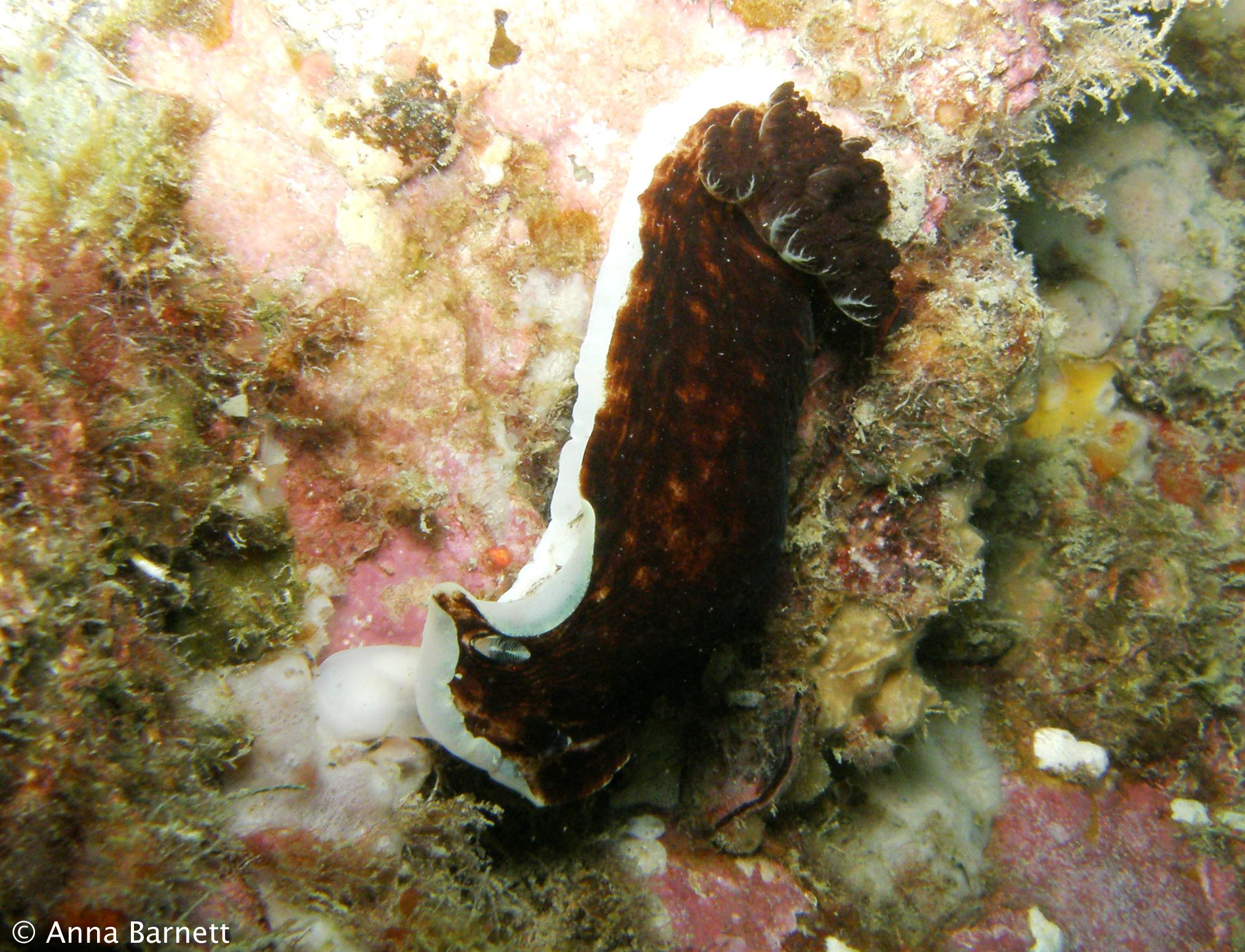
Aphelodoris luctuosa
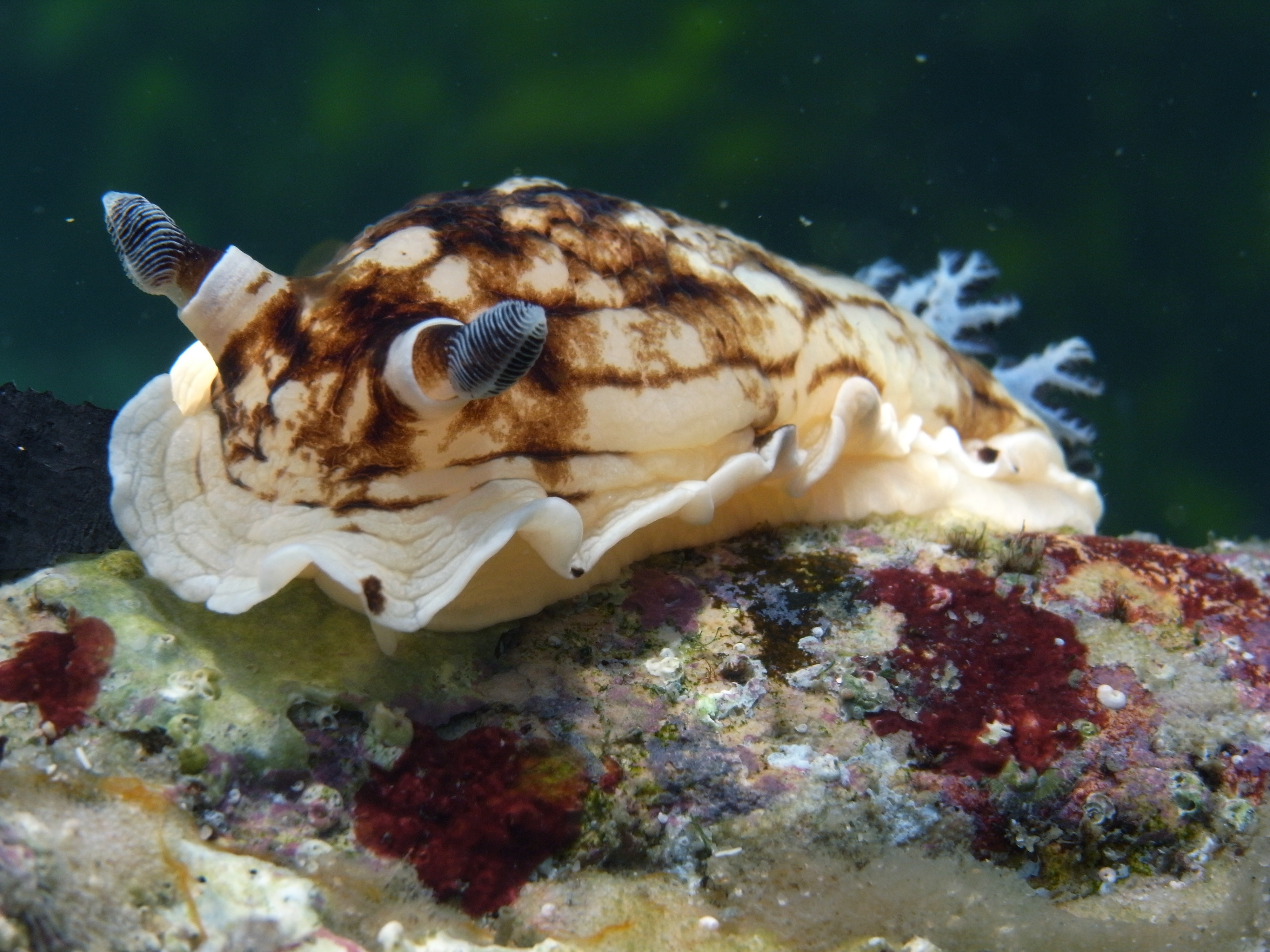
Aphelodoris varia
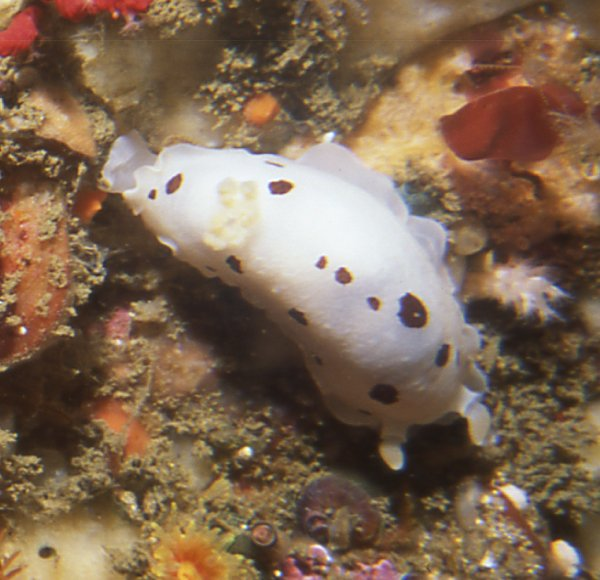
Aphelodoris sp 1
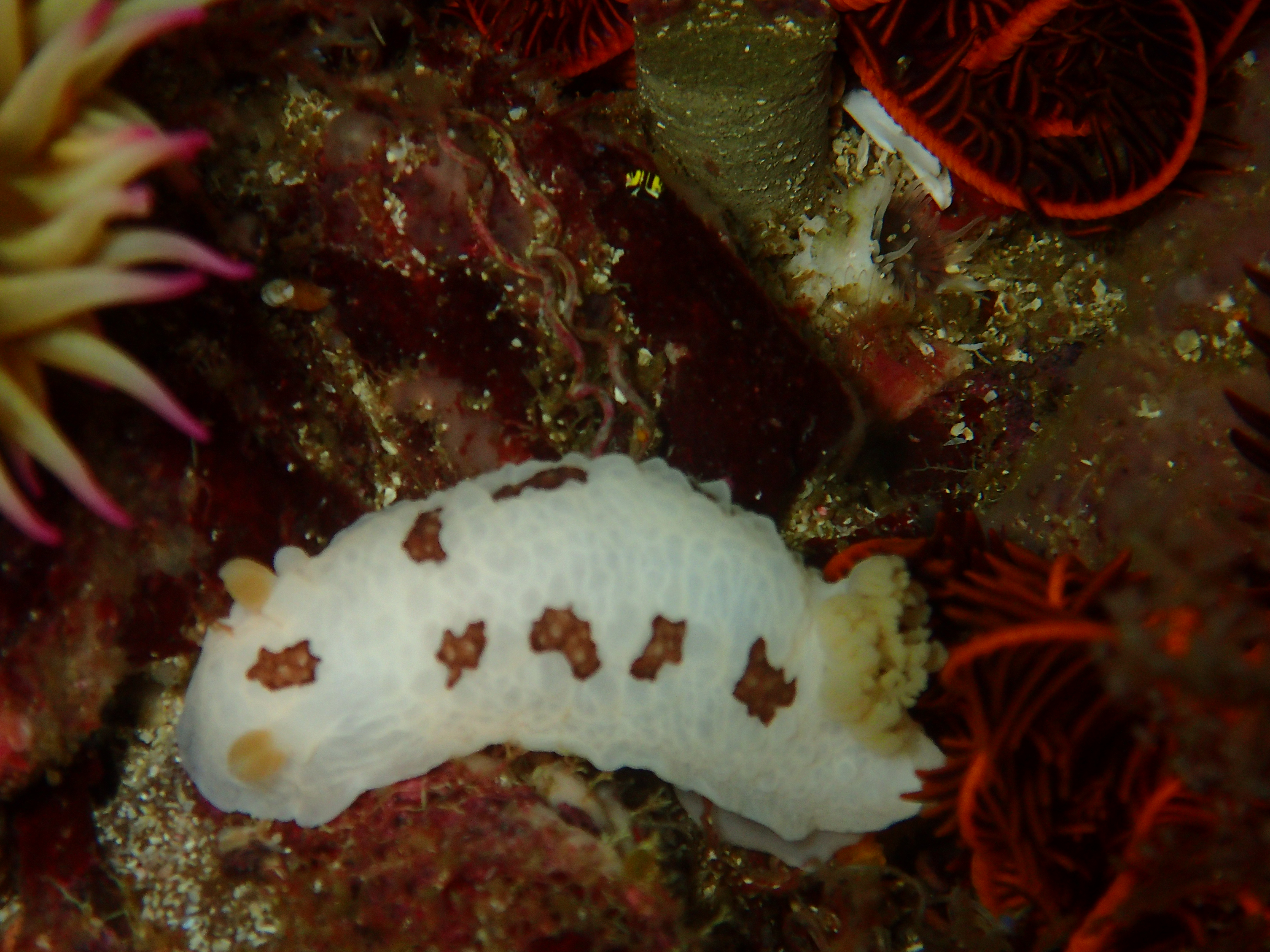
Aphelodoris sp 3